# Kenneth Pérez
Kenneth Pérez Dahl Jensen (Kopenhagen, 29 augustus 1974) is een Deens voormalig voetballer, van deels Spaanse komaf. Hij kwam voornamelijk uit voor Nederlandse voetbalclubs en speelde 24 interlands voor het Deens voetbalelftal. Na zijn actieve voetballoopbaan werkte Pérez als voetbalanalyticus voor ESPN, de NOS én als expert voor onder andere TV 2 in Denemarken.

## Clubcarrière

### Jeugd
Pérez werd geboren in Kopenhagen. Zijn officiële achternaam is Jensen, maar door de gangbaarheid van die naam in Denemarken gebruikt hij de achternaam van zijn Spaanse moeder afkomstig van de Canarische eilanden. Pérez begon bij Kastrup BK waar hij ook debuteerde in het eerste team in de regionale Københavnsserien.

### Denemarken
Hij speelde anderhalf jaar bij Akademisk Boldklub (AB) waarmee hij in 1993 via de play-offs van de 2. division naar de 1. division promoveerde. In het seizoen 1994/95 komt hij met de tweede klasser tot de finale om de Deense voetbalbeker. Daarin was FC Kopenhagen met 5-0 te sterk voor AB. Na het seizoen maakte Pérez de overstap naar FC Kopenhagen. Hij speelde twee jaar in de Superligaen. Met de club won hij de Super Cup (1995), de Deense League Cup (1996) en de Deense beker (1997).  

### MVV
In 1997 werd hij door Sef Vergoossen naar MVV gehaald. Pérez had met MVV twee en een half succesvolle seizoenen in Maastricht en scoorde 16 keer in 47 wedstrijden in de Eredivisie. In de winterstop van 1999-2000 tekende hij een contract dat hem voor vijf en een half seizoenen aan AZ bond. Roda JC claimde echter dat het al een contract met Pérez had, dat vanaf het seizoen 2000-2001 in zou gaan. Uiteindelijk besliste de arbitragecommissie van de KNVB dat het contract tussen Pérez en Roda JC ongeldig was en vertrok Pérez naar AZ.

### AZ
Bij AZ had Pérez aanvankelijk een trage start, maar vanaf het seizoen 2001-2002 was hij basisspeler. Onder Co Adriaanse groeide Pérez uit tot spelbepaler en liet hij ook steeds vaker zijn scorend vermogen blijken. Kenneth was in het seizoen 2004/05 zelfs de topscorer van AZ met 16 doelpunten, waarvan 13 in de Eredivisie. Hij haalde in dat seizoen ook de halve finale in de UEFA Cup met de Alkmaarders. Na zes en een half jaar bij AZ verhuisde Pérez in de zomer van 2006 naar Ajax.

### Ajax (eerste periode)
Kort na de start van het seizoen kwam Pérez negatief in het nieuws doordat hij op 19 november 2006, in het duel Ajax-FC Twente, tegen assistent-scheidsrechter Nicky Siebert "kankerneger" had geroepen. Nadat Hugo Borst dit in zijn wekelijkse column bekend had gemaakt, bood Pérez hiervoor zijn excuses aan. De KNVB legde Pérez de minimale voorgeschreven schorsing van vijf wedstrijden op.
Pérez groeide bij Ajax niet uit tot een vaste waarde. Hij moest vaak zijn plaats aan Wesley Sneijder afstaan. Daarnaast miste hij het vertrouwen van coach Henk ten Cate, die zich met de Deen, een aankoop van de vorige coach Danny Blind, in zijn maag gesplitst voelde. Pérez, ontevreden over zijn invallersrol, keerde zich af van de Ajax-selectie en begon zich uitermate cynisch te gedragen. Toen bleek dat hij ook in het volgende seizoen niet op een basisplaats kon rekenen, zinspeelde Pérez openlijk op een transfer. Aanvankelijk stond Pérez in de belangstelling van Feyenoord, maar ook PSV dong mee naar de diensten van Pérez. Na lange onderhandelingen, die enkele malen werden afgebroken, bereikten de clubs overstemming om de transfer waar 1,7 miljoen euro mee gemoeid was.

### PSV
Pérez tekende bij PSV op 11 juli 2007 een contract voor twee seizoenen, met een optie voor nog één seizoen. Op 25 augustus 2007 maakt Kenneth Pérez z'n debuut voor PSV in het Philips Stadion tegen N.E.C..
Aanvankelijk had Pérez bij PSV een basisplaats, maar na het vertrek van coach Ronald Koeman, eind oktober 2007, verloor hij onder interim-coach Jan Wouters zijn basisplaats. Toen bleek dat hij ook onder de tweede interim-coach Sef Vergoossen niet op een basisplaats hoefde te rekenen, realiseerde Pérez zich dat hij bij PSV nu in hetzelfde schuitje was beland, als destijds bij Ajax.
Toen het Ajax, waar Ten Cate ondertussen was opgestapt, niet lukte in de winterstop van 2007-2008 Ismaïl Aissati van PSV over te nemen als vervanger van de in de zomer naar Real Madrid vertrokken Sneijder, nam de club contact op met Pérez. Pérez had wel oren naar een terugkeer naar Ajax en vroeg bij PSV-voorzitter Jan Reker een transfer aan. De transfer was snel beklonken en op 31 december 2007 tekende Pérez een contract voor anderhalf jaar bij Ajax. Ajax betaalde aan PSV de 1,7 miljoen euro, die zij voor Pérez betaald hadden, terug.

### Ajax (tweede periode)
Onder interim-coach Adrie Koster kreeg Pérez een belangrijke rol in het elftal achter de spitsen. Pérez speelde 16 wedstrijden in de tweede seizoenshelft voor Ajax, waarin hij 7 keer doel trof. Hij zag het kampioenschap echter aan zijn neus voorbijgaan, omdat zijn oude club PSV er met de titel vandoor ging. Wel werd hij, door medespelers en de coach, geroemd om zijn inzet voor de club.
Tijdens de voorbereiding voor het seizoen 2008-2009 kreeg Pérez concurrentie van Aissati, die nu wel de overstap van PSV naar Ajax kon maken. Pérez kreeg vervolgens rugnummer 21 toebedeeld, wat hem al het ergste deed vrezen. Op 4 augustus maakte Ajax-coach Marco van Basten bekend dat er onder zijn leiding geen plaats meer was voor Pérez en zette hem terug naar het beloftenelftal. Om toelating tot het eerste elftal af te dwingen, spande Pérez een arbitragezaak tegen Ajax aan, die hij verloor. Hierop werd, na korte onderhandelingen, het contract van Pérez, met goedkeuring van beide partijen, ontbonden.

### FC Twente
Een dag na het ontbinden van het contract bij Ajax, tekende Pérez op 29 augustus 2008, een tweejarig contract bij FC Twente. Dat was net voor het sluiten van de transfermarkt. In zijn tweede seizoen aldaar werd hij met FC Twente landskampioen. Dat bleek een paar dagen later meteen zijn laatste seizoen bij de club. Op 4 mei 2010 maakte Pérez in het televisieprogramma Pauw & Witteman bekend dat hij stopte bij FC Twente.

### Amateurvoetbal
Na zijn profcarrière speelde Pérez voor de Amsterdamse amateurclub AFC in een lager elftal in de reserveklasse en voor de Blaricumse voetbalvereniging BVV'31. Op 1 oktober 2013 schorste de KNVB hem voor tien wedstrijden na een overtreding op 14 september tegen SEC, waarvoor hij rood kreeg.

## Privé
Na de beëindiging van zijn voetballoopbaan is Pérez golf gaan spelen. Ook nam hij deel aan kampioenschappen footgolf. Pérez is getrouwd en heeft twee kinderen.

## Carrièrestatistieken
| Seizoen         | Club            | Competitie      | Competitie | Competitie | Beker | Beker | Internationaal | Internationaal | Overig | Overig | Totaal | Totaal |
| Seizoen         | Club            | Competitie      | Wed.       | Dlp.       | Wed.  | Dlp.  | Wed.           | Dlp.           | Wed.   | Dlp.   | Wed.   | Dlp.   |
| --------------- | --------------- | --------------- | ---------- | ---------- | ----- | ----- | -------------- | -------------- | ------ | ------ | ------ | ------ |
| 1995/96         | FC Kopenhagen   | Superligaen     | 7          | 0          |       |       | 0              | 0              | —      | —      | 7      | 0      |
| 1996/97         | FC Kopenhagen   | Superligaen     | 22         | 3          |       |       |                |                | —      | —      | 22     | 3      |
| Club totaal     | Club totaal     | Club totaal     | 29         | 3          | 0     | 0     | 0              | 0              | 0      | 0      | 29     | 3      |
| 1997/98         | MVV             | Eredivisie      | 12         | 2          |       |       | —              | —              | —      | —      | 12     | 2      |
| 1998/99         | MVV             | Eredivisie      | 22         | 8          |       |       | —              | —              | —      | —      | 22     | 8      |
| 1999/00         | MVV             | Eredivisie      | 13         | 6          |       |       | —              | —              | —      | —      | 13     | 6      |
| Club totaal     | Club totaal     | Club totaal     | 47         | 16         | 0     | 0     | 0              | 0              | 0      | 0      | 47     | 16     |
| 1999/00         | AZ              | Eredivisie      | 7          | 1          |       |       | —              | —              | —      | —      | 7      | 1      |
| 2000/01         | AZ              | Eredivisie      | 7          | 0          |       |       | —              | —              | —      | —      | 22     | 8      |
| 2001/02         | AZ              | Eredivisie      | 28         | 6          |       |       | —              | —              | —      | —      | 28     | 6      |
| 2002/03         | AZ              | Eredivisie      | 29         | 11         | 5     | 1     | —              | —              | —      | —      | 34     | 12     |
| 2003/04         | AZ              | Eredivisie      | 32         | 10         | 2     | 0     | —              | —              | —      | —      | 34     | 10     |
| 2004/05         | AZ              | Eredivisie      | 30         | 13         | 1     | 0     | 12             | 3              | —      | —      | 43     | 16     |
| 2005/06         | AZ              | Eredivisie      | 31         | 10         | 3     | 0     | 6              | 1              | 2      | 0      | 42     | 11     |
| Club totaal     | Club totaal     | Club totaal     | 164        | 51         | 11    | 1     | 18             | 4              | 2      | 0      | 195    | 56     |
| 2006/07         | Ajax            | Eredivisie      | 27         | 12         | 6     | 3     | 7              | 0              | 5      | 2      | 45     | 17     |
| Club totaal     | Club totaal     | Club totaal     | 27         | 12         | 6     | 3     | 7              | 0              | 5      | 2      | 45     | 17     |
| 2007/08         | PSV             | Eredivisie      | 14         | 8          | 0     | 0     | 6              | 1              | 0      | 0      | 20     | 9      |
| Club totaal     | Club totaal     | Club totaal     | 14         | 8          | 0     | 0     | 6              | 1              | 0      | 0      | 20     | 9      |
| 2007/08         | Ajax            | Eredivisie      | 16         | 7          | 1     | 0     | 0              | 0              | 4      | 2      | 21     | 9      |
| Club totaal1    | Club totaal1    | Club totaal1    | 43         | 19         | 7     | 3     | 7              | 0              | 9      | 4      | 66     | 26     |
| 2008/09         | FC Twente       | Eredivisie      | 26         | 6          | 5     | 0     | 7              | 1              | —      | —      | 38     | 7      |
| 2009/10         | FC Twente       | Eredivisie      | 31         | 5          | 2     | 1     | 12             | 0              | —      | —      | 45     | 6      |
| Club totaal     | Club totaal     | Club totaal     | 57         | 11         | 7     | 1     | 19             | 1              | 0      | 0      | 83     | 13     |
| Carrière totaal | Carrière totaal | Carrière totaal | 354        | 108        | 25    | 5     | 50             | 6              | 11     | 4      | 440    | 123    |

1 N.B. Dit betreft een clubtotaal, dus een totaal van beide periodes bij AFC Ajax.

## Loopbaan als trainer

### Ajax
Nadat Kenneth Pérez in het seizoen 2011/12 stage liep bij de C1 en B1 van Ajax werd hij met ingang van het seizoen 2012/13 assistent trainer van Fred Grim bij Ajax A1. In 2014 stopten Pérez en collega Ronald de Boer met hun werk als jeugdtrainer bij Ajax. De clubleiding vond de baan als trainer niet te combineren met het werk van analyticus bij Fox Sports. Pérez werd gevraagd geen wedstrijden van Ajax meer te analyseren. Ook zouden de analisten zich kritisch over Ajax-spelers hebben uitgelaten.

### Overzicht
| Periode   | Club | Competitie | Functie      |
| --------- | ---- | ---------- | ------------ |
| 2011-2014 | Ajax |            | Jeugdtrainer |

## Erelijst
- Landspokalturnering: 1997
- Deense League Cup: 1996
- Landskampioen Nederland: 2009/10
- KNVB beker: 2007
- Johan Cruijff Schaal: 2006

## Trivia
- Pérez spreekt behalve Deens en Spaans ook Nederlands, Duits en Engels.
- Pérez werkt als analyticus bij Fox Sports Eredivisie, Fox Sports International en Veronica. Hij geeft er voor- en nabeschouwingen en analyse over de wedstrijden. Ook is hij in de hoedanigheid als Fox-analyticus te gast bij het programma Studio Voetbal. Vanaf 2015 zit Pérez na afloop van alle Nederlandse wedstrijden op maandagavond als vaste analist in het programma van Kees Jansma, Natafelen met Kees.